# Myrmechila
Myrmechila es un género de orquídeas de la subfamilia Orchidoideae dentro de la familia Orchidaceae. Tiene cinco especies. Este género de plantas terrestres tuberosas es indígena de Australia, donde es abundante, y Nueva Zelanda, donde está en peligro de extinción.
Su nombre se deriva de las palabras griegas myrmex = (hormiga) y cheilos = (labio), refiriéndose a la disposición de los labios.
Tiene dos hojas aovadas con nervadura conspicua y una gran flor que crece al final de un tallo vertical. Son polinizadas por el engaño sexual y pseudocopulación en especieal con los machos de las avispas de la familia Tiphiidae.
Estas especies pertenecían al género Chiloglottis, pero se transfirieron en 2005 por David Jones y Mark Clements al género Myrmechila. 

## Especies
| - Myrmechila formicifera (Fitzg.) D.L.Jones & M.A.Clem. - Myrmechila platyptera (D.L.Jones) D.L.Jones & M.A.Clem. - Myrmechila trapeziformis (Fitzg.) D.L.Jones & M.A.Clem. - Myrmechila trullata (D.L.Jones) D.L.Jones & M.A.Clem. - Myrmechila truncata (D.L.Jones & M.A.Clem.) D.L.Jones & M.A.Clem |